# Dodge (Dakota del Nord)
Dodge és una població dels Estats Units a l'estat de Dakota del Nord. Segons el cens del 2000 tenia 125 habitants.

## Demografia
Segons el cens del 2000, Dodge tenia 125 habitants, 50 habitatges, i 31 famílies. La densitat de població era de 102,7 hab./km².
Dels 50 habitatges en un 30% hi vivien nens de menys de 18 anys, en un 42% hi vivien parelles casades, en un 14% dones solteres, i en un 38% no eren unitats familiars. En el 30% dels habitatges hi vivien persones soles el 16% de les quals corresponia a persones de 65 anys o més que vivien soles. El nombre mitjà de persones vivint en cada habitatge era de 2,5 i el nombre mitjà de persones que vivien en cada família era de 3,23.
Per edats la població es repartia de la següent manera: un 32% tenia menys de 18 anys, un 6,4% entre 18 i 24, un 21,6% entre 25 i 44, un 25,6% de 45 a 60 i un 14,4% 65 anys o més.
L'edat mediana era de 36 anys. Per cada 100 dones de 18 o més anys hi havia 97,7 homes.
La renda mediana per habitatge era de 16.250 $ i la renda mediana per família de 18.750 $. Els homes tenien una renda mediana de 19.688 $ mentre que les dones 20.313 $. La renda per capita de la població era de 9.077 $. Entorn del 38,2% de les famílies i el 25% de la població estaven per davall del llindar de pobresa.

## Poblacions més properes
El següent diagrama mostra les poblacions més properes.